# المكسيك في الألعاب الأولمبية الصيفية 2016
نافست المكسيك في دورة الألعاب الأولمبية الصيفية 2016 في ريو دي جانيرو، البرازيل، من 05-21 أغسطس 2016. وكان هذا الظهور الثالث والعشرين للبلاد في دورة الألعاب الاولمبية منذ بدايتها في عام 1900.